# 1349
سنة 1349 كانت سنة بسيطة تبدأ يوم الخميس (الرابط يظهر نموذج التقويم الكامل للسنة) من التقويم اليولياني. وقد كانت سنة في القرن الرابع عشر.

## أحداث
- 9 يناير - تم تجميع السكان اليهود في بازل بسويسرا وحرقهم ، حيث يعتقد السكان أنهم سبب الطاعون الدبلي المستمر .
- 14 فبراير - تم حرق ما يقرب من 2000 يهودي حتى الموت في ستراسبورغ . [1]
- مايو - توقف الموت الأسود في أيرلندا
- 24 أغسطس - اندلاع الموت الأسود في Elbing (العصر الحديث Elbląg في بولندا ).
- 20 أكتوبر - نشر البابا كليمنت السادس ثورًا بابويًا يدين السلاطين .
- ينتشر الموت الأسود إلى النرويج عندما تطفو سفينة إنجليزية على متنها جميع القتلى إلى بيرغن .
- ألغى البابا كليمنت السادس زواج ويليام مونتاكوت وجوان من كنت على أساس زواجها السابق من توماس هولاند .
- قتل 16000 يهودي في ستراسبورغ خلال العام.
- ابن بطوطة يصل فاس بالمغرب .

## مواليد
- الفاضل اليمني
- 9 سبتمبر - دوق النمسا ألبرت الثالث (توفي عام 1395)
- الراهب يوحنا ، وزير الإخوة الوعاظ في أيرلندا

## وفيات
- ابن الوردي
- ابن قيم الجوزية
- صفي الدين الحلي
- محمود بن عبد الرحمن الأصفهاني
  - 31 مايو - توماس ويك ، سياسي إنجليزي (مواليد 1297 )
  - بعد حزيران (يونيو) - الراهب جون كلين ، فرنسيسكان ومؤرخ إيرلندي
  - 26 أغسطس - توماس برادواردين رئيس أساقفة كانتربري
  - 11 سبتمبر - بون من لوكسمبورغ ، ملكة يوحنا الثاني ملك فرنسا (مواليد 1315 )
  - أغنيس من فالوا ، ابنة يوحنا الثاني ملك فرنسا (مواليد 1345 )
  - جوان الثانية من نافارا ، ابنة لويس العاشر من فرنسا (مواليد 1311 )
  - جيمس الثالث من مايوركا (مواليد 1315 )
  - حمد الله مصطفي ، مؤرخ وجغرافي فارسي (مواليد 1281 )
  - ريتشارد رول ، كاتب ديني إنجليزي (مواليد 1300 )
  - غونتر فون شوارزبورغ ، ملك ألمانيا (مواليد 1304 )
  - وليام أوكهام ، الفيلسوف الإنجليزي (مواليد 1285 )